# Nagy Alexandra (formatervező)
Nagy Alexandra (Budapest, 1944. július 19. – 2024. április 23.) magyar formatervező.

## Életpályája
1971-ben diplomázott a Magyar Iparművészeti Főiskola hallgatójaként. 1971–1991 között szellemi szabadfoglalkozású tervezőként számos hazai nagyvállalat és kisvállalkozás számára végzett tervezői tevékenységet. 1971–1999 között a Richter Gedeon Rt. részére kozmetikai termékcsaládok csomagolóanyagait tervezte. 1972–1974 között a Michal Ozmin Design, Dublin, formatervezés, grafikai tervezés. 
1985-től a Moholy-Nagy Művészeti Egyetem óraadója volt. 1991-ben a Paqart Design Stúdió megalapítója volt; amely számítógépes tervezés hazai honosítását végezte. 1996–1999 között PHARE project coordinator, Herbal Packaging Pilot Program (ITDH) volt. 1997–2007 között a Paqart Stúdió a Tesco Global Áruházak magyarországi háttér stúdiója – több ezer csomagolástervezési feladat művészeti menedzselése a food és non food szektor számára, hazai és nemzetközi piacra. 
OMFB pályázat megvalósításával 2007–2012 között a VISART Akadémia óraadója volt Budapesten. 2008-től a Pepsico Americas (Magyarország, Lettország, Litvánia, Észtország), Fővárosi Ásványvíz Rt. – élelmiszeripari csomagolástervek készítése volt a feladata. 2011-től a BKF óraadója volt.

## Jelentősebb megbízások
- Egyesült Izzó – gépipari és műszeripari formatervek
- Mechanikai Labor, Stúdió magnetofon formatervezése
- Richter Gedeon Rt. Kozmetikumok több generációjának formatervezése, csomagolási arculatának kialakítása
- Target Hungária, arculat és hirdetés tervek
- Ganz Műszer Művek, műszerek tervezése
- Zwack Unicum Rt., cégarculat és címketervek
- Douwe Egberts csomagolásgrafikai tervek
- Silanus Kft. – kozmetikumok formai és grafikai tervezése
- Gerbeaud, csokoládék csomagolástervezése
- Florin Kozmetikai cég, többféle termékcsalád forma és arculat tervezése
- OMFB díj, kiadványok
- ITDH – PHARE Gyógynövény alapú kozmetikai családok tervezésének design menedzselése
- Ericsson kft., Díjak, oklevelek
- Eötvös Loránd Tudományegyetem, plakátok tervezése
- Oktatási Minisztérium, díjak, grafikai munkák
- Semilab Rt., arculat, reklámok, hirdetések tervezése

## Díjai
- BNV díja (1974, 1975, 1978, 1980, 1985)
- Hungaropack díj (1976)
- Hungaroplast díj (1977)
- BNV nagydíj (1978, 1979, 1990)
- Zágrábi aranyérem (1979)
- Lipcsei aranyérem (1980)
- Nívódíj (1980, 1989)
- Gyártmányfejlesztési díj (1987, 1989, 1990)
- Eurostar díj (1987, 1989)
- Worldstar díj (1988, New York; 1990, San Francisco)
- Budatranspack díj (1992)
- Ferenczy Noémi-díj (1993)
- Budatranspack fődíj (2001)
- Életműdíj (2012) CSAOSz
- Dózsa Farkas András díj (2013; MKISz design szakosztály szakmai elismerése)

## Jelentősebb referenciák
- Tesco Global áruházak saját márkás csomagolások tervezése
- Semilab Rt., hirdetések tervezése
- Ericsson-díj arculat tervezése
- Szilárd Leó díj arculata
- Rátz Tanár Úr-életműdíj arculata
- Bristol Myers Squibb gyógyszer csomagolások
- Wagnerpharma gyógyszercsalád csomagolástervezése
- Uniquelle Magyar ásványvíz termékcsalád complex arculat és csomagolás tervezése
- Vitamór gyümölcs konzervek arculatterve
- Solisun – szolárium kozmetikai tervek
- Foltin Globe élelmiszeripari termékcsaládok csomagolástervezése
- Si-ker EC élelmiszeripari termékcsaládok csomagolástervezése
- Festékbázis festékcsaládok arculat és csomagolástervezése
- Teva Gyógyszergyár – csomagolási arculatok tervezése
- ILCSI professzionális kozmetikai termékek és egyéb vizuális elemrendszerek tervezése
- WellHon-Smakfest arculat tervezése (több száz csomagolásgrafikai tervezés és menedzselése)

## Szakmai életmű

### Kiállítások
- 1983 Jubileumi Iparművészeti kiállítás, Műcsarnok
- 1985 Szakmai kiállítás, Design Center
- 1985 Örökség, Ernst Múzeum
- 1985 Közös kiállítás Matkó Katalin grafikusművésszel, Kiskunfélegyháza
- 1986 Közös kiállítás Matkó Katalin grafikusművésszel, OMFB Székház
- 1989 Szakmai kiállítás, Design Center
- 2005 „Made in Hungary” vándorkiállítás, Krakkó, Varsó
- 2007 Tallin, Riga, Vilnius
- 2008 Temesvár, Kolozsvár
- 2008 Craft & Design Iparművészeti Múzeum
- 2008 Formatervező Mesterek, Lelkes Péterrel közös kiállítás Árkád Galéria
- 2012 Fuga Galéria – Made in Hungary designkiállítás

### Tudományos/szakmai közéleti tevékenység, nemzetközi kapcsolatok
- 1972 Magyar Alkotóművészek Egyesülete, tag (Művészeti Alap jogutóda)
- 1974 Magyar Képző és Iparművészek Szövetség, tag
- 1975–1985 ICSID liason (International Council of Society of Industrial Designers)
- 1985– Budatranspack csomagolási verseny – esztétikai zsüror
- 1986– Printpack Csomagolási verseny – esztétikai zsüror
- 2004 International Design Partnership, tag
- 2009 Moholy–Nagy László Ösztöndíj bizottság tag
- 2008–2011 Csomagolási és Anyagmozgatási Szövetség elnökségének tagja
- 2008 If Design, Hannover, nemzetközi zsűri tag (packaging award)
- 2010– MKISz Elnökségi tag (etikai bizottság)
- 2017 Magyar Design Kulturális Alapítvány ügyvezető alelnök